# Vaccinium indutum
Vaccinium indutum är en ljungväxtart som beskrevs av António José Rodrigo Vidal. Vaccinium indutum ingår i Blåbärssläktet, och familjen ljungväxter. Inga underarter finns listade i Catalogue of Life.